# Xã Britt, Quận Hancock, Iowa
Xã Britt (tiếng Anh: Britt Township) là một xã thuộc quận Hancock, tiểu bang Iowa, Hoa Kỳ. Năm 2010, dân số của xã này là 2.273 người.